# Moon Cresta
Moon Cresta (ムーンクレスタ?, Mūn Kuresuta) è un videogioco arcade del 1980 sviluppato da Nihon Bussan e pubblicato attraverso la sua etichetta Nichibutsu. In Nord America venne distribuito nello stesso anno da SEGA/Gremlin.
Sparatutto a scorrimento fantascientifico in stile Galaxian, il titolo è stato convertito dalla software house britannica Incentive per numerose piattaforme, tra cui Commodore 64, ZX Spectrum e Amstrad CPC. Incluso in collezioni per Sharp X68000, Super Nintendo Entertainment System e PlayStation, negli anni 2010 è stato distribuito dalla Hamster Corporation per Wii, Android e PlayStation Network.
Ha dato origine a una serie proseguita con Terra Cresta (1985), Terra Cresta 2 (1986), Terra Force (1987), Terra Cresta 3D (1997) e Sol Cresta (2022). Di Moon Cresta esistono numerose varianti e versioni non ufficiali.

## Modalità di gioco
Il giocatore pilota le tre parti di un'astronave (Unit 1, Unit 2 o Unit 3) con il joystick a due direzioni, e preme il pulsante per sparare cannoni laser contro cinque tipologie di nemici. Unit 1 è la più piccola e facile da evitare, ma può sparare solo un proiettile dal centro. Unit 2 è leggermente più larga di Unit 1 e può sparare due proiettili contemporaneamente da ciascuna delle sue sporgenze. Anche Unit 3 spara proiettili da sinistra e destra, ma vengono sparati da posizioni lontane dal centro della nave, rendendo difficile mirare ai nemici. Inoltre, è molto più grande delle altre due navi, quindi è difficile da manovrare, esponendosi di conseguenza a maggiori rischi. All'inizio della sessione, le tre navi appaiono dal fondo dello schermo in uno stato combinato, quindi la Unit 1 si separa dalle altre  e si dirige verso il nemico.
Se ci sono più navi rimanenti, ci sono due possibilità per una fase di attracco per giro. Subito dopo la fine della fase Super Fly o Meteor, la nave sale al centro dello schermo e inizia i preparativi per l'attracco. Essa inizierà a scendere con una certa quantità di inerzia, quindi il giocatore muove il joystick e preme il pulsante di spinta inversa per mirare a Unit 2 o Unit 3 nella parte inferiore centrale dello schermo. Se l'asse centrale è allineato correttamente, l'attracco avrà successo. In tal caso il giocatore può procedere alla fase successiva in uno stato combinato, ma se invece si verifica uno scontro, perderà solo la nave che sta controllando. Se non riesce ad attraccare entro il limite di tempo di 30 secondi, non ci saranno cambiamenti nel numero di navi rimanenti e la battaglia successiva inizierà nella stessa formazione di prima. Possono essere attraccate fino a tre navi e ogni nave può sparare proiettili a turno invece di colpi singoli, consentendo al giocatore di usare il fuoco rapido, che ha un grande effetto di potenziamento, ma la velocità dei nemici aumenterà. L'attracco con tre navi può essere effettuato solo la seconda volta in un livello. Se questo attracco fallisce (collide), perde Unit 1 e 2 contemporaneamente e rimane solo Unit 3.
Per ogni attracco effettuato verrà assegnato un punto bonus e il punteggio viene calcolato moltiplicando il tempo rimanente (arrotondato per difetto al numero intero più vicino) per un certo numero di punti. Il gioco termina quando tutti e tre gli stadi dell'astronave vengono distrutti.